# Valentina Rastvorova
Valentina Rastvorova (ucraïnès: Валентина Ксенофонтівна Растворова)  (Odessa, 17 de juny de 1933 - Moscou, 24 d'agost de 2018) fou una tiradora d'esgrima ucraïnessa, especialista en floret, que va competir sota bandera de la Unió Soviètica durant les dècades de 1950 i 1960. Es casà amb el waterpolista Borís Grixin. Els seus fills, Ievgueni Grixin i Ielena Grixina, també han estat esportistes olímpics.
El 1956 va prendre part en els Jocs Olímpics d'Estiu de Melbourne, on quedà eliminat en sèries en la prova del floret individual del programa d'esgrima. Quatre anys més tard, als Jocs de Roma, va disputar dues proves del programa d'esgrima. En la prova del floret per equips va guanyar la medalla d'or, mentre en la del floret individual guanyà la de plata en perdre la final contra l'alemanya Heidi Schmid. El 1964, a Tòquio, va disputar els seus tercers, i darrers, Jocs Olímpics. En la prova del floret per equips guanyà la medalla de plata, mentre en la del floret individual quedà eliminada en sèries.
En el seu palmarès també destaquen nou medalles al Campionat del món d'esgrima, sis d'or, dues de plata i una de bronze, entre les edicions de 1956 i 1967. Fou tres vegades campiona de la URSS, el 1956, 1964 i 1967 i dues de la Copa d'Europa d'esgrima, el 1966 i 1967.
Una vegada retirada exercí d'entrenadora.